# Paul-Louis-Victor-Marie Legentilhomme
Paul-Louis-Victor-Marie Legentilhomme, francoski general, * 1884, † 1975.